# Korotkoe zamykanie
Korotkoe zamykanie (Короткое замыкание) è un film del 2009 diretto da Pёtr Buslov, Ivan Vyrypaev, Aleksej Alekseevič German, Kirill Serebrennikov e Boris Chlebnikov.

## Trama
Il film è composto da cinque brevi storie d'amore. Nel primo romanzo, un giornalista ha il compito di intervistare i residenti di una casa accanto alla quale viene posata una conduttura del riscaldamento. Il secondo racconto racconta la storia d'amore di un ragazzo di Mosca e una ragazza di Varsavia. Nel terzo racconto, un calzolaio sordomuto compone la storia di una donna sconosciuta dalla sua scarpa. Nel quarto racconto breve, un artista circense malato di mente Kim è in un ospedale psichiatrico su un'isola e lì si innamora di un'infermiera. Nel quinto racconto, un giovane che lavora in un ristorante racconta ai passanti il suo amore per i frutti di mare, ma alla gente non piacciono i suoi metodi...